# Medicaid
Medicaid (Medical Assistance) ist ein Gesundheitsfürsorgeprogramm für Personenkreise mit geringem Einkommen, Kinder, ältere Menschen und Menschen mit Behinderungen in den USA, das von den einzelnen Bundesstaaten organisiert und paritätisch zusammen mit der Bundesregierung finanziert wird. Dem Erhalt von Medicaid-Leistungen geht eine Bedürftigkeitsprüfung voraus.

## Geschichte
Medicaid entstand 1965 durch Gesetzgebung mit dem Social Security Act of 1965 im Rahmen der Great Society, eine Ergänzung zum 1935 eingeführten Sozialversicherungssystem der Vereinigten Staaten. Jeder Bundesstaat hat ein eigenes Medicaid-Programm, das die Centers for Medicare and Medicaid Services (CMS) zentral überwachen. Die einzelnen Bundesstaaten organisieren ihre Medicaid-Programme sehr unterschiedlich. Teilweise werden private Versicherungsgesellschaften mit der Abwicklung beauftragt, manchmal nimmt der Bundesstaat Leistungserbringer wie Ärzte auch direkt unter Vertrag. Das Programm kann in jedem Bundesstaat einen anderen Namen tragen, Beispiele sind „Medi-Cal“ in Kalifornien, „MassHealth“ in Massachusetts und „TennCare“ in Tennessee. 
1985 hatten 19,2 Mio. Bürger bzw. 8,1 Prozent der US-Bevölkerung einen Medicaid-Versicherungsschutz, 1994 waren es bereits 33,5 Mio., und 2001 laut CMS über 46 Mio. Bürger, die Medicaid-Leistungen erhielten, 2006 schließlich 57,8 Mio. Bürger, davon 30,2 Mio. Kinder.

## Finanzierung und Abrechnung
Finanziert wird Medicaid durch Steuern des Bundes, der Einzelstaaten und der Gemeinden, wobei die Mischfinanzierung so geregelt ist, dass der Bund je nach Pro-Kopf-Einkommen der einzelnen Bundesstaaten 50 bis 80 Prozent der Kosten trägt, es im Bereich von Medicaid also arme und reiche Bundesstaaten gibt. Medicaid ist in den Staatshaushalten der meisten Bundesstaaten einer der größten Budgetposten, durchschnittlich ein Viertel der Ausgaben gehen in dieses Programm. 1994 nutzten 33,5 Mio. Bürger Medicaid und die Kosten der Bundesregierung betrugen 77,4 Milliarden US-Dollar, die der Bundesstaaten 58,2 Milliarden US-Dollar. 
Die Vergütung der medizinischen Leistungen bestimmen die Centers for Medicare and Medicaid Services aufgrund von Vorschlägen des bei der American Medical Association angesiedelten Specialty Society Relative Value Scale Update Committee (RUC).

## Medicare
Auch wenn ihre Namen ähnlich klingen, liegen Medicaid und Medicare unterschiedliche Konzepte zugrunde: Während letzteres sich innerhalb des Gesundheitssystems der Vereinigten Staaten eher an Menschen ab 65 Jahre richtet und dabei Beiträge, Selbstbehalte und Vorleistungen wie eine klassische Krankenversicherung kennt, ist Medicaid eine sozialhilfeartige Leistung, die als Kriterium für die Bedürftigkeit eine signifikante Verarmung des Empfängers voraussetzt, ggf. aber auch beide Kriterien erfüllt sein können. So sind ungefähr 6,5 Millionen Amerikaner Mitglied in beiden Programmen gleichzeitig, d. h., sie erfüllen sowohl die Aufnahmekriterien für Medicaid als auch für Medicare.

## Pflegeversicherung
In den USA existiert im Wesentlichen keine Möglichkeit, sich gegen die finanziellen Belastungen einer langjährigen Pflegebedürftigkeit zu versichern. In den meisten Fällen finanzieren Betroffene ihre Pflegekosten zumindest anfänglich aus eigenen Mitteln, da Medicaid erst nach vollständiger Aufzehrung des eigenen Vermögens in Anspruch genommen werden kann (Subsidiarität).